# Восстановление леопарда на Кавказе
Восстановление леопарда на Кавказе — проект по созданию в России на территории Северного Кавказа жизнеспособной популяции переднеазиатского леопарда, утверждённый МПР России в 2006 году. Согласно итоговому плану, на российском Кавказе в Краснодарском крае, Адыгее, Осетии и Дагестане будут сформированы пять очагов выпуска леопарда. Их свяжут их в единый эко-коридор для того чтобы популяция этих хищников со временем успешно самовоспроизводилась.

## История
До XIX века леопард был широко распространён на территории Кавказа, однако из-за усиленного истребления в конце XIX — начале XX веков его численность серьёзно сократилась, в ряде мест он исчез полностью. Основными причинами сокращения численности были прямое истребление, истощение кормовой базы и исчезновение мест обитания. Исследование, проведённое в 2004—2005 гг. показало, что общая численность леопарда в этом регионе составляет всего несколько десятков особей. Так, в Азербайджане обитает всего 10-13 животных, в Армении — 10-13, в Грузии — менее 5, в России — 10-15. В России леопард сохранился лишь в труднодоступных районах Дагестана. Ареал его сильно рассечен, и популяция поддерживается во многом за счёт притока особей из Северного Ирана.

## Программа восстановления
Российская Академия Наук совместно с WWF России разработала программу восстановления (реинтродукции) home переднеазиатского леопарда на Кавказе. В 2007 году для её реализации было подписано соглашение между Росприроднадзором, Сочинским национальным парком, Кавказским заповедником, Институтом проблем экологии и эволюции им. А. Н. Северцова РАН и WWF России. В рамках программы предполагается формирование репродуктивных пар среди здоровых и генетически полноценных особей переднеазиатского леопарда, содержащихся в зоопарках, получение от них на базе Сочинского нацпарка здорового потомства, адаптация его для самостоятельной жизни в условиях дикой природы и выпуск молодых леопардов на подготовленные участки Кавказского заповедника.
Выбор Кавказского заповедника как площадки для выпуска леопардов в природу обусловлен наличием хорошо сохранившихся экосистем, обильной кормовой базой, а также большой заповедной территорией, состоящей из Сочинского национального парка, Кавказского заповедника, а также пограничного Рицинского национального парка в Абхазии. Общая площадь охраняемой территории превышает 500 тыс. га.

## Ход реинтродукции

### Подготовительный период
- С 2007 года продолжается строительство Центра разведения и реабилитации переднеазиатского леопарда
- В сентябре 2009 года в Центр разведения и реабилитации были привезены два леопарда-самца из Туркменистана
- В апреле 2010 года в Центр были доставлены две самки из Ирана
- В октябре 2012 года из Лиссабонского зоопарка в Центр была привезена сформировавшаяся пара леопардов[3]
- В июле 2013 года у пары леопардов, привезённых из Португалии, родилось двое котят[4]
- В августе 2013 года у пары, сформированной самцом из Туркмении и самкой из Ирана, родились ещё двое котят. Однако это была первая беременность у самки, и она отказалась от одного из детёнышей. Его вырастят работники Центра, и он будет использован для дальнейшего получения потомства[5].
- В ноябре 2014 года живущие в Сочинском национальном парке леопарды в третий раз дали потомство[6].
- Летом 2016 года в Центре восстановления леопарда на Кавказе родились ещё шесть малышей. Таким образом, всего — начиная с 2013 года — в Центре родились 14 котят[7].
- Планировалось, что первый выпуск леопардов в дикую природу произойдет весной 2015 года: во избежание близкородственного скрещивания в природу будет выпущено по одному детёнышу из каждого помёта. Оставшиеся будут отправлены в зоопарки для разведения[8].

### Леопарды в условиях дикой природы
Первый выпуск трёх переднеазиатских леопардов (самцы Ахун и Килли и самка Виктория) в дикую природу Кавказа состоялся 15 июля 2016 года. Животные прошли специальную подготовку к самостоятельной жизни в природе и достигли половой зрелости. На них были надеты спутниковые ошейники, которые позволяют получать оперативную информацию об их местонахождении с высокой точностью.
В выпуске первых леопардов в природу приняли участие заместитель председателя правительства РФ Александр Хлопонин, заместитель министра природных ресурсов и экологии РФ Мурад Керимов, руководитель Росприроднадзора Артем Сидоров и директор Всемирного фонда дикой природы Игорь Честин, который сказал:

Мы подошли к очень важному этапу программы — выпуску первых животных в природу, однако нам предстоит сделать еще многое. Для того чтобы популяция была устойчивой, то есть способной к самовоспроизводству, в регионе должно обитать не менее 50 половозрелых особей. Это цель нашей программы
— Леопарды возвращаются на Российский Кавказ
16 ноября 2017 года в Абхазии в селе Лыхны местный житель поймал леопарда, который воровал кур. Следы животного местные жители обнаружили еще в начале месяца. Было установлено, что это самка по кличке Виктория, её вернули в Центр восстановления переднеазиатского леопарда в Сочи.
28 декабря 2017 года, после повторной аттестации в Центре восстановления леопарда на Кавказе, Виктория была вновь выпущена на территории Кавказского заповедника.
19 января 2018 года стало известно о гибели Виктории. Тело кошки нашли на территории Кавказского биосферного заповедника по данным координат ошейника. Внешних повреждений у трупа не обнаружено. Исследователи сделали вывод, что гибель животного могла наступить в результате неудачной охоты.
2 февраля 2019 года стало известно о гибели другого выпущенного леопарда — Килли. Животное забрело на территорию Абхазии, где попалось в установленный браконьерами капкан и было застрелено охотниками.
20 августа 2020 года на территорию Кавказского заповедника выпустили двухлетних леопардов: самка Лаба и самец Кодор.
28 октября 2020 года ошейник на самке Лаба передал сигнал о том что животное находится более 12 часов без движения. Прибывшая на место поисковая группа обнаружило тело животного без признаков насильственной смерти.